# Rainer Kracht
Rainer Kracht, né en 1948, est un astronome amateur allemand, enseignant de profession.

## Biographie
Rainer Kracht est professeur de sciences dans une école d'Elmshorn (Schleswig-Holstein) en Allemagne. Il est astronome amateur.
Kracht est célèbre pour être la personne à avoir découvert le plus grand nombre de comètes : en date du 20 juin 2010, il en a découvert 251, dont 244 à partir des images satellitaires de la sonde SOHO, 3 à partir des images satellitaires de la sonde STEREO et 4 à partir d'images d'archive prises par le satellite Solwind. 
En particulier, parmi ces travaux, il a découvert la 500e comète SOHO, officiellement désignée C/2002 P3 (SOHO) et appartenant au groupe de Meyer, ainsi que la comète périodique 321P/SOHO.
Kracht a également découvert deux groupes de comètes, appelés groupe de Kracht (I) et groupe de Kracht II.
L'astéroïde (234761) Rainerkracht porte son nom.
| (233967) Vierkant | 24 janvier 2010  |
| (301638) Kressin  | 14 mars 2010     |
| (331105) Giselher | 13 décembre 2009 |